# Новая Александровка (Нижнеломовский район)
 Новая Александровка  — опустевшая деревня Нижнеломовского района Пензенской области. Входит в состав Голицынского сельсовета.

## География
Находится в северо-западной части Пензенской области на расстоянии приблизительно 29 км на северо-восток по прямой от районного центра города Нижний Ломов на границе с Мордовией.

## История
Основана в 1860-е годы как Хутор, видимо, выселок из Старой Александровки, ныне на территории Мордовии. Крыловка — вероятно, по фамилии землевладельца. В 1955 году — бригада колхоза имени Энгельса. В 2004 году — 7 хозяйств.

## Население
Численность населения: 223 человека (1926 год), 232 (1930), 218 (1939), 167 (1959), 98 (1979), 24 (1989), 15 (1996). Население составляло 13 человек (русские 100%) в 2002 году, 0 в 2010.